# Aloinella
Aloinella, rod mahovnjača iz porodice Pottiaceae. Postoji nekoliko prizatih vrsta, tipična je A. catenula
Rod je opisan 1909.

## Vrste
1. Aloinella andina Delgadillo M., 1973
2. Aloinella boliviana Brotherus, 1916, in Herzog
3. Aloinella catenula Cardot, 1909
4. Aloinella cucullatifolia Brotherus, 1924
5. Aloinella cucullifera Steere, 1948
6. Aloinella galeata Brotherus, 1924
7. Aloinella venezuelana Griffin, 1975

## Sinonimi
- Aloinella (A.Berger) Lemée sinonim je za Aloe L.